# Cortlandt Street (métro de New York)
Pour les articles homonymes, voir Cortlandt Street (homonymie).
Cortlandt Street est une station souterraine omnibus du métro de New York située dans le quartier de Lower Manhattan. Elle est située sur l'une des lignes (au sens de tronçons du réseau) principales, la BMT Broadway Line (métros jaunes) issue du réseau de l'ancienne Brooklyn-Manhattan Transit Corporation (BMT). Située sous Church Street, à proximité immédiate du World Trade Center, la station fut fermée à la suite des attentats. Elle fut rouverte un an plus tard, le 15 septembre 2002 puis fut fermée le 20 août 2005 pour travaux. Les quais des trains allant vers le nord furent rouverts le 25 novembre 2009, et ceux des trains allant vers le sud le 6 septembre 2011. Sur la base des chiffres 2012, la station était la 224e plus fréquentée du réseau sur un total de 461.
Au total, deux services y circulent :
- la desserte R s'y arrête tout le temps, sauf la nuit (late nights) ;
- les métros N prennent le relais entre 23 h 00 et 6 h 00.